# 柏原駅 (兵庫県)
柏原駅（かいばらえき）は、兵庫県丹波市柏原町柏原字松ヶ端にある、西日本旅客鉄道（JR西日本）福知山線の駅。

## 概要

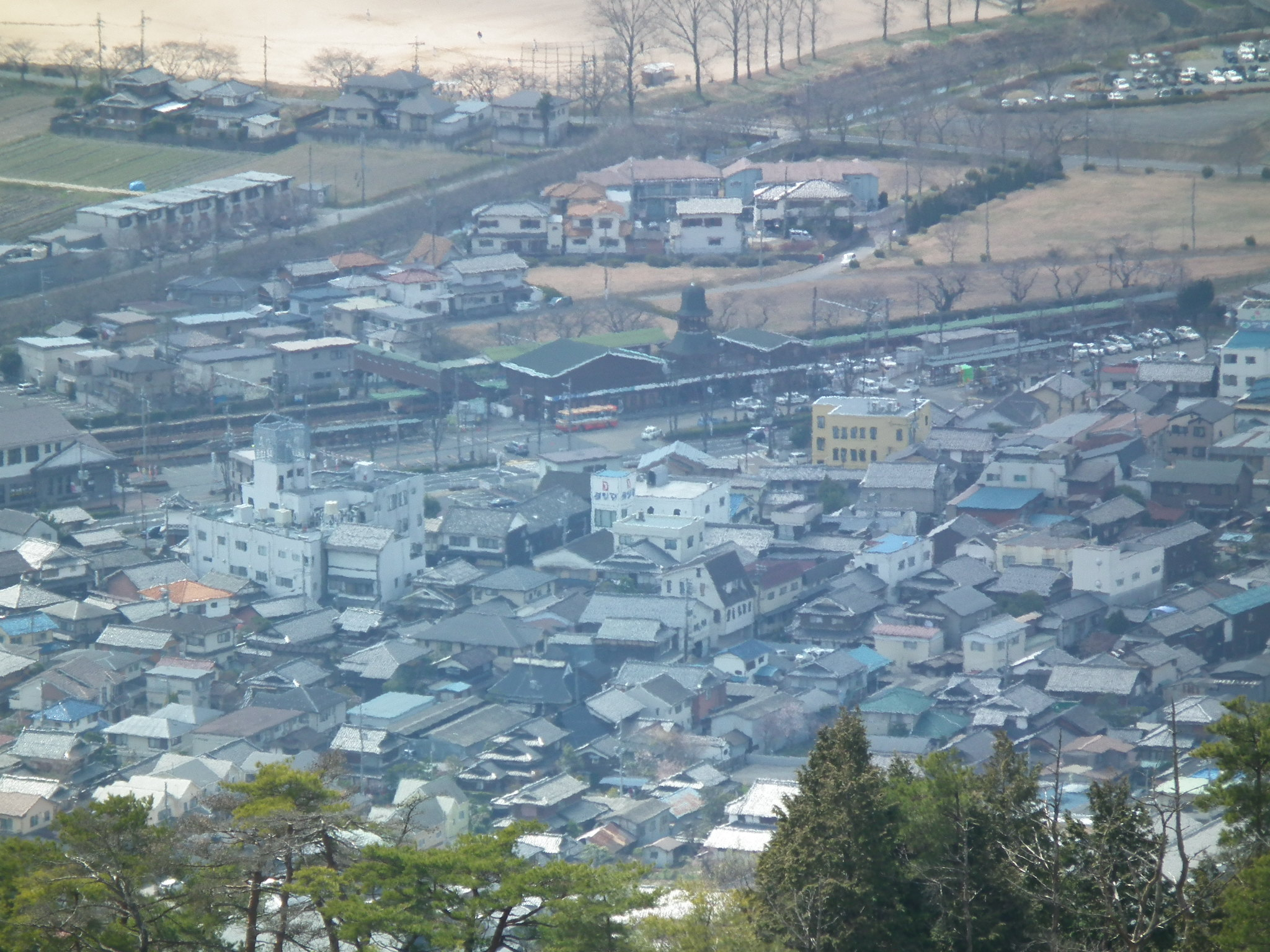
上空から見た柏原駅

福知山駅を管理駅とする直営駅。丹波市の玄関口であり、市内の駅で唯一特急「こうのとり」が全列車停車する。
当駅の駅舎は、1990年（平成2年）に開催された『国際花と緑の博覧会』において、会場内アクセス路線として運行されていた『ドリームエキスプレス』の「山の駅」の駅舎を、丹波の森構想に合致するものとして閉幕後に移築したものである。木造2階建てで、1階に待合室・レストラン・旅行代理店・売店がある。みどりの窓口は2020年に閉鎖され、みどりの券売機プラスで対応している。2階は通常開放されていない。
なお、JR線上には、当駅と同じ表記で読みの異なる駅が2つ存在する（「同じ表記の駅」を参照）。

## 歴史
- 1899年（明治32年）
  - 5月25日：阪鶴鉄道が篠山駅（現在の篠山口駅）から延伸した際に、その終着駅として開業[1][3]。旅客・貨物取扱開始[3]。
  - 7月15日：阪鶴鉄道が福知山南口駅（後の福知駅、現存せず）まで延伸し、途中駅となる。
- 1907年（明治40年）8月1日：阪鶴鉄道国有化[3]。国有鉄道の駅となる。
- 1909年（明治42年）10月12日：線路名称制定。阪鶴線所属駅となる。
- 1912年（明治45年）3月1日：線路名称改定。阪鶴線の福知山駅以南が福知山線に改称し、当駅もその所属となる。
- 1973年（昭和48年）4月1日：貨物取扱廃止[3]。
- 1985年（昭和60年）3月14日：荷物扱い廃止[3]。
- 1987年（昭和62年）4月1日：国鉄分割民営化に伴い、西日本旅客鉄道（JR西日本）の駅となる[3]。
- 1991年（平成3年）9月21日：大阪花博で使われた「山の駅」を新駅舎として使用開始[1]。
- 1992年（平成4年）4月1日：篠山口鉄道部発足により、その管轄となる。
- 2009年（平成21年）6月1日：篠山口鉄道部廃止に伴い福知山支社直轄に戻され、篠山口駅の被管理駅となる。
- 2020年（令和2年）
  - 2月20日：みどりの窓口の営業を終了[4]。
  - 2月21日：みどりの券売機プラスを導入[4]。
- 2021年（令和3年）3月13日：ICカード「ICOCA」の利用が可能となる[5]。
- 2022年（令和4年）10月1日：組織改正により、全線が近畿統括本部福知山管理部の管轄になり、福知山駅の被管理駅となる。

## 駅構造
2面2線の相対式ホームを有する地上駅で、列車交換が可能。かつては2線の間に中線が敷設されていた。
自動改札機は導入されておらず、2021年3月13日にICOCAなどの交通系ICカードに対応した。2007年（平成19年）2月には改札内にLED式の発車標、改札外には液晶ディスプレイ式の発車標が設置された。
トイレは駅構内改札外に終日利用可能な男女別の物がある。2017年6月から同年10月にかけてリニューアル工事を行い改札外トイレはバリアフリー対応になった。かつては1番のりば上と駅前バス停付近にトイレがあったが、閉鎖・解体された。

### のりば
| のりば | 路線     | 方向 | 行先             | 備考                 |
| ------ | -------- | ---- | ---------------- | -------------------- |
| 1      | 福知山線 | 上り | 篠山口・三田方面 |                      |
| 1      | 福知山線 | 下り | 福知山方面       | 原則としてこのホーム |
| 2      | 福知山線 | 下り | 福知山方面       | 行き違い列車のみ     |

付記事項
- 1番のりばが上り本線、2番のりばが下り本線であるが、1番のりばが両方向からの入線・出発に対応している。
- 行き違いがない場合は、原則として上下線とも1番のりばに停車する。行き違いがある場合は篠山口・大阪方面の上り列車は1番のりば、福知山方面下り列車は2番のりばに停車する。

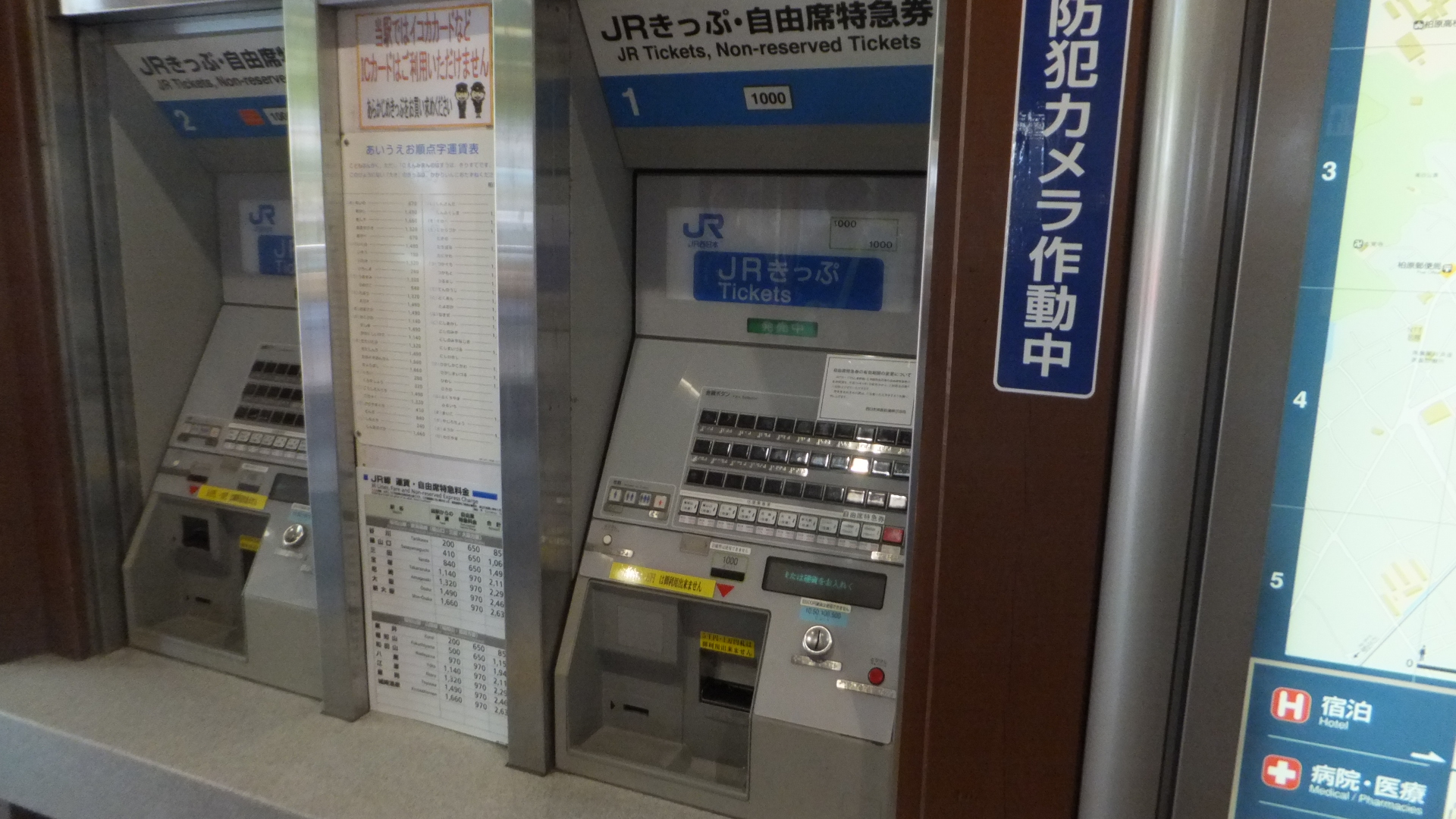
かつて設置されていた券売機（2014年5月）
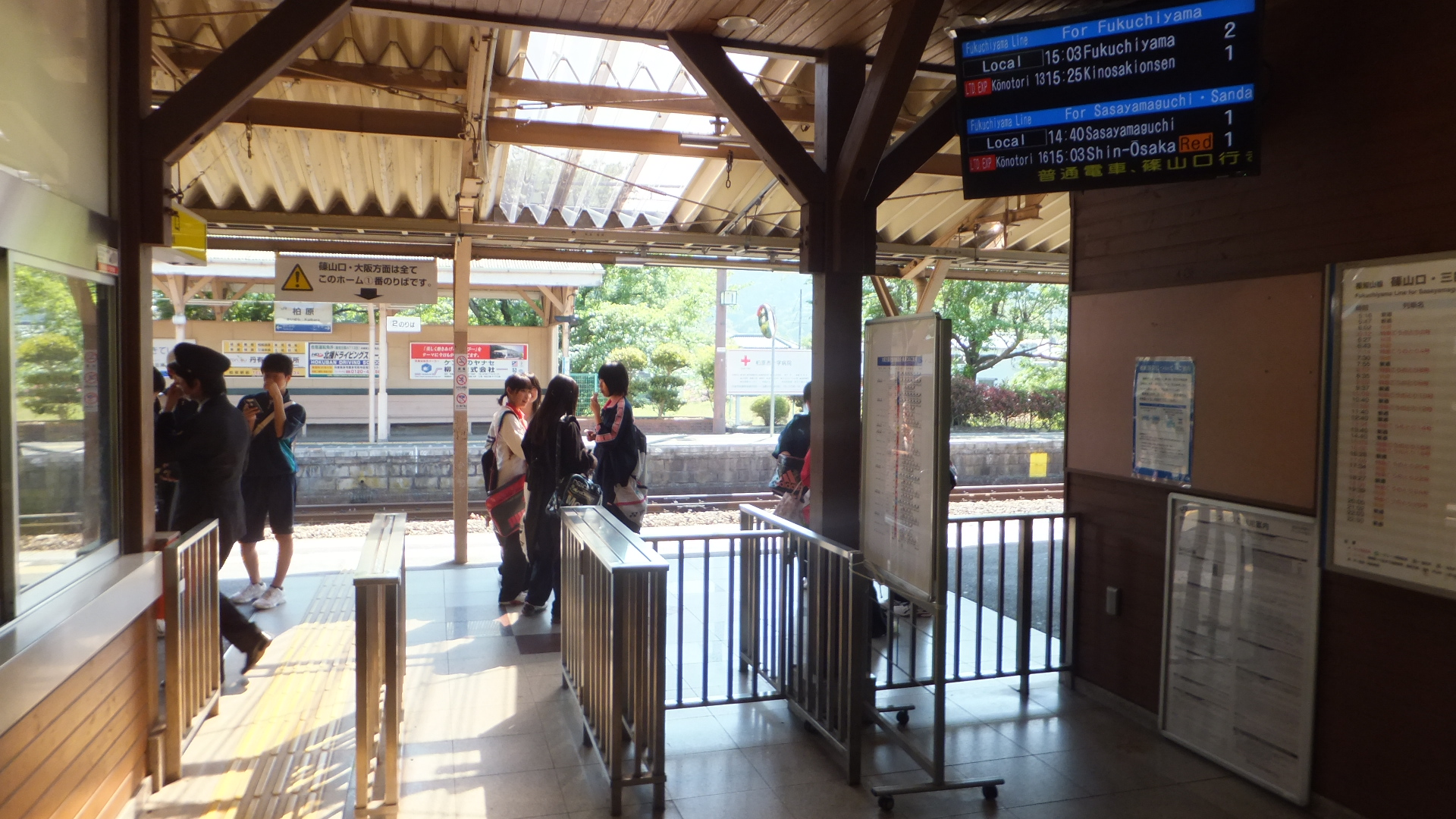
改札口（2014年5月）
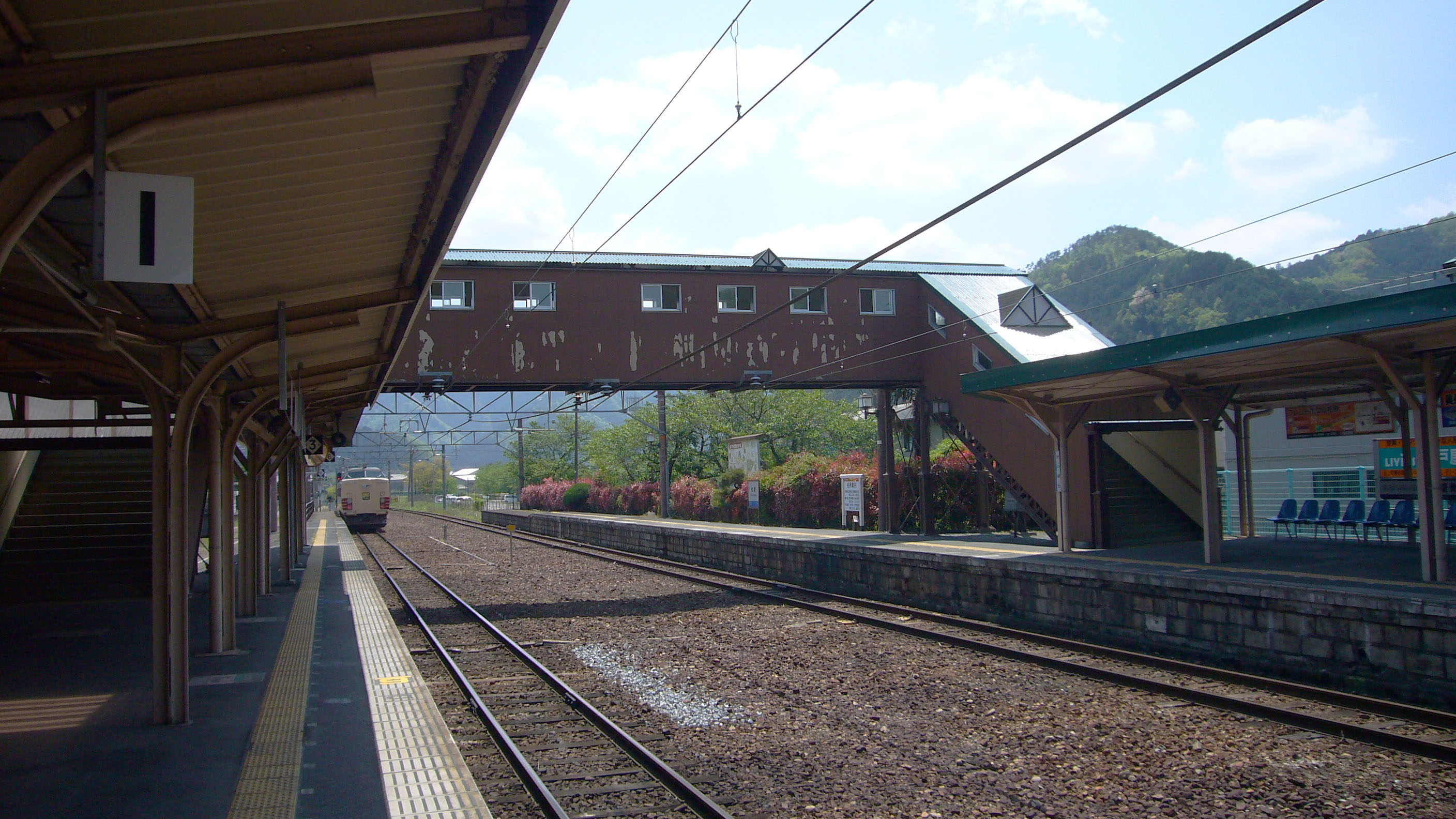
プラットホーム（2006年5月）
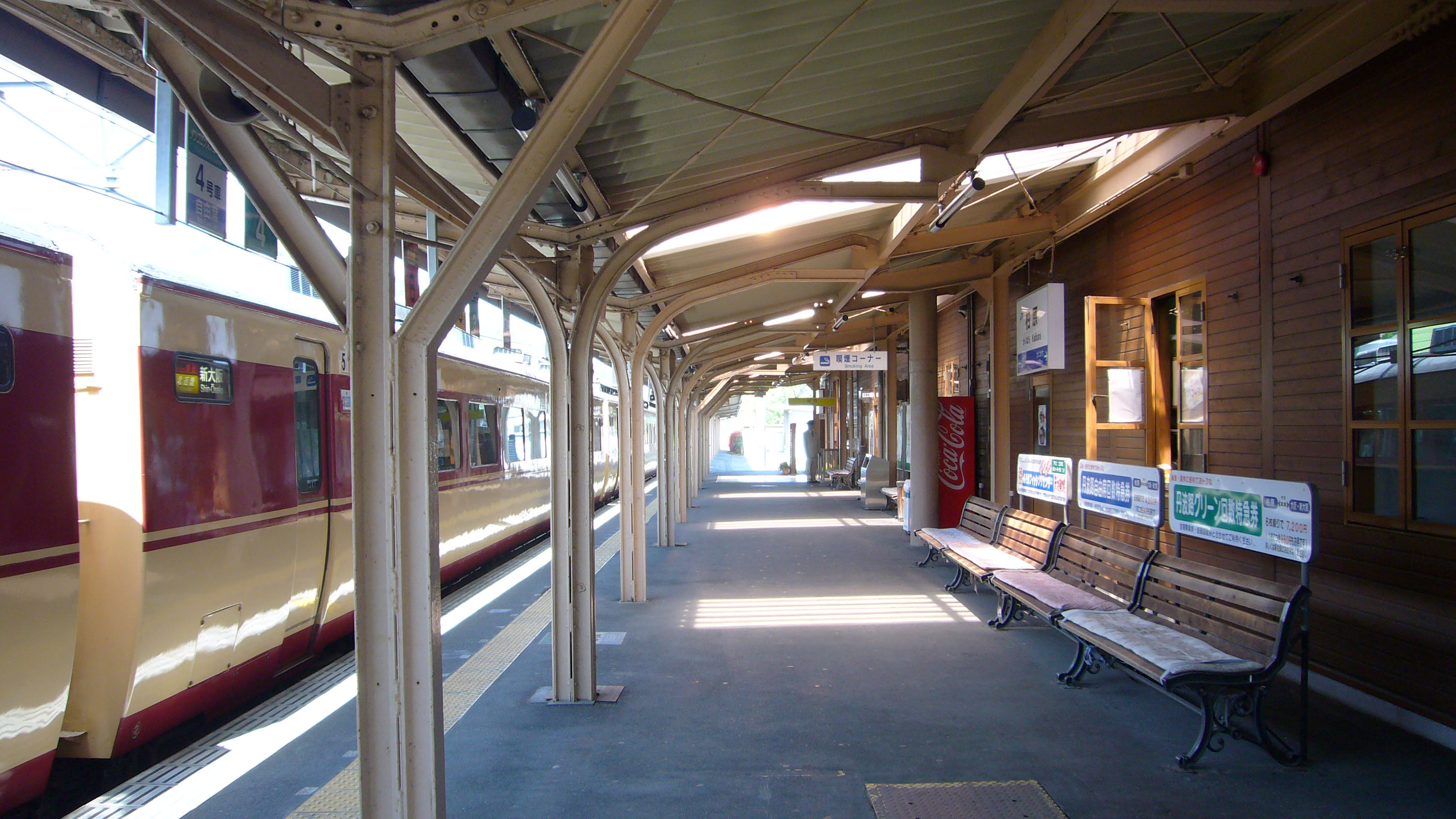
待合席（2006年5月）

## ダイヤ
日中は1時間あたり、篠山口発着の普通と特急『こうのとり』が1本ずつ停車する。朝晩には大阪駅発着の丹波路快速も設定されている。

## 利用状況
「兵庫県統計書」によると、2016年（平成28年）度の1日平均乗車人員は816人である。
近年の1日平均乗車人員は以下の通りである。
| 年度   | 1日平均 乗車人員 |
| ------ | ---------------- |
| 1998年 | 1,320            |
| 1999年 | 1,236            |
| 2000年 | 1,195            |
| 2001年 | 1,166            |
| 2002年 | 1,127            |
| 2003年 | 1,073            |
| 2004年 | 1,035            |
| 2005年 | 986              |
| 2006年 | 948              |
| 2007年 | 900              |
| 2008年 | 900              |
| 2009年 | 886              |
| 2010年 | 884              |
| 2011年 | 892              |
| 2012年 | 905              |
| 2013年 | 929              |
| 2014年 | 840              |
| 2015年 | 825              |
| 2016年 | 816              |

## 駅周辺
北側は国道を挟んで住宅街が続く。南側は田園地帯が広がるが、柏原川の対岸には工場がある。駅のすぐ前には、田艇吉の銅像と田捨女の石像が立つ。駅から近い商店街には丸型ポストが複数あり商店街入口には案内マップがある。
- 兵庫県立柏原高等学校
  - 兵庫県立柏原高等学校記念館 - 1911年（明治44年）築の洋風校舎建築
- 丹波市立崇広小学校
- 旧氷上郡各町村組合高等小学校 - 1885年（明治18年）築の洋風校舎建築
- 柏原公共職業安定所（ハローワーク柏原）
- 神戸地方裁判所 柏原支部
- 丹波市立柏原住民センター

（柏原図書館および丹波市役所柏原支所が入居）
- 丹波の森公苑
- 柏原陣屋跡 - 国指定史跡
- 柏原八幡宮
- 柏原町民俗資料館（田捨女記念館）
- かいばら一番館（観光案内所、旧柏原町役場）
- 木の根橋（大ケヤキ）
- クレハ樹脂加工事業所[10]
- 丹波新聞社
- 柏原郵便局
- みなと銀行 柏原支店
- 国道176号

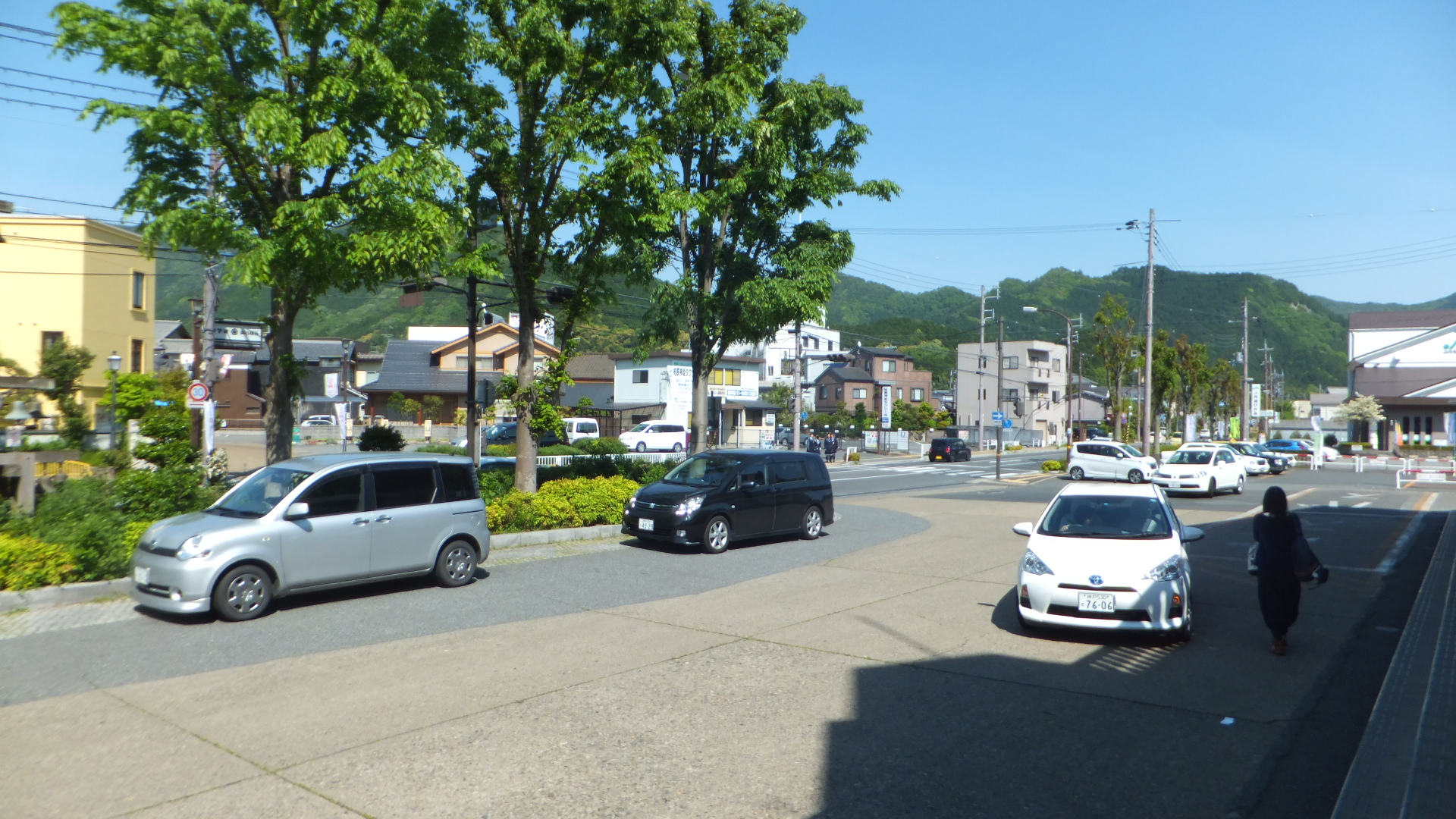
駅前ロータリー
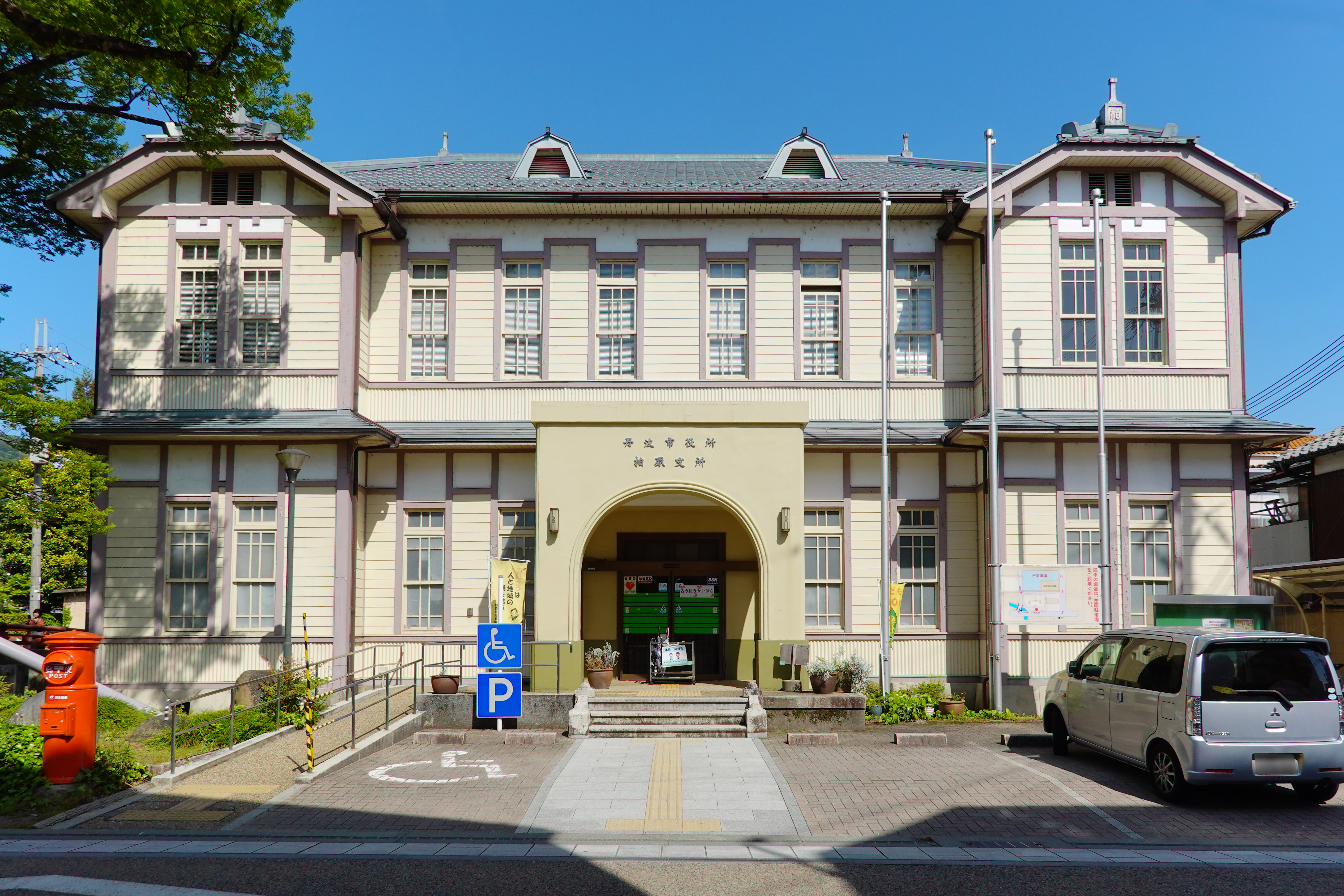
かいばら一番館（観光案内所、旧柏原町役場）
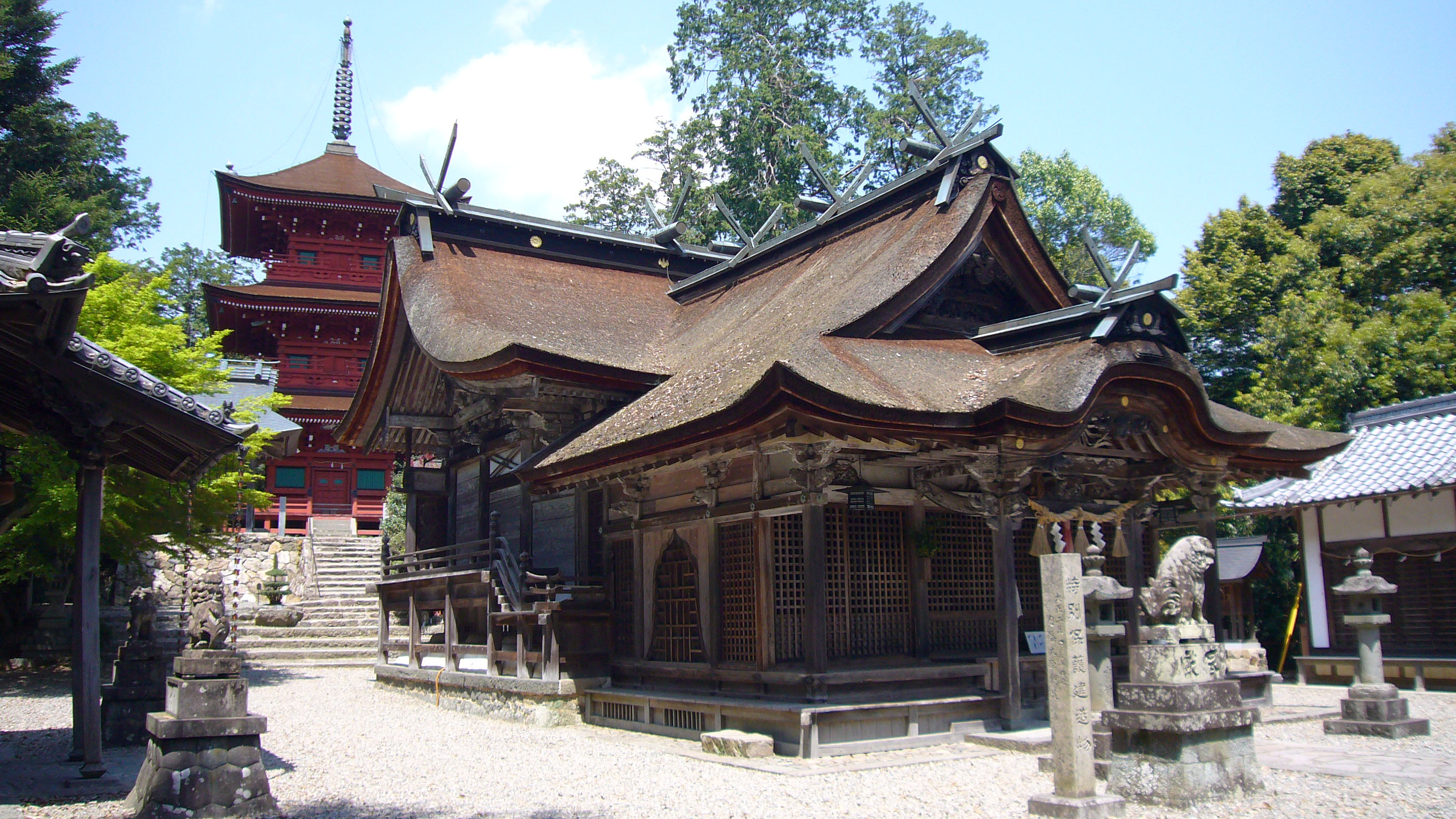
柏原八幡宮

### バス路線
駅前にウイング神姫の以下の路線が発着している。バス停の名称は「柏原」。
- 篠山営業所
- 佐治
- 青垣住民センター前 ※平日のみ運行
- 関西記念墓園 ※墓園終着便は土日・祝日ダイヤの日時のみ運行
- 野瀬 ※1日1本のみ運行

この他、かつては神姫バスによる三宮駅前行きの路線、三田特急の前身とも言える路線や県立柏原病院行も発着していた。

## 同じ表記の駅
「柏原」と表記される駅は当駅以外にも存在するが、読みはいずれも異なる。
- 滋賀県：柏原駅（「かしわばら」） - JR東海東海道本線[2]
- 大阪府：柏原駅（「かしわら」） - JR西日本関西本線（大和路線）[2]

これらと区別するため、マルス発行の乗車券などでは当駅を「(福) 柏原」と表記されているほか、ICOCAの使用履歴については片仮名表記されている。

## 隣の駅
西日本旅客鉄道（JR西日本）
 福知山線
- 特急「こうのとり」停車駅

■丹波路快速・■普通
谷川駅 - 柏原駅 - 石生駅